# Papiro 20
Il Papiro 20 ({\displaystyle {\mathfrak {p}}}20) è uno dei più antichi manoscritti esistenti del Nuovo Testamento, datato paleograficamente agli inizi del III secolo. È scritto in greco.

## Contenuto del papiro
{\displaystyle {\mathfrak {p}}}20 contiene una piccola parte della Lettera di Giacomo (2,19-3,9).
Il testo del codice è rappresentativo del tipo testuale alessandrino. Kurt Aland lo ha collocato nella Categoria I.
È attualmente ospitato presso la Harvey S. Firestone Memorial Library (AM 4117) in Princeton.